# Solanecio biafrae
Solanecio biafrae là một loài thực vật có hoa trong họ Cúc. Loài này được (Oliv. & Hiern) C.Jeffrey miêu tả khoa học đầu tiên năm 1986.